# Ron Silver
Ronald Arthur Silver (New York, 2 juli 1946 – aldaar, 15 maart 2009) was een Amerikaans acteur. 
Silver maakte naam bij het grote publiek in de horrorfilm The Entity (1981) met Barbara Hershey. In 1989 speelde hij de hoofdrol in Enemies, A Love Story. 
In 1990 speelde Silver in Reversal of Fortune de rol van Alan Dershowitz, de beroemde advocaat die Claus von Bülow verdedigde. In 1994 verscheen hij in de sciencefictionthriller Timecop naast Jean-Claude Van Damme. In de film Ali (2001) van Michael Mann speelde hij Muhammad Ali's trainer Angelo Dundee.
Van 1975 tot 1997 was Silver getrouwd met actrice Lynne Miller, met wie hij twee kinderen kreeg: Adam (1979) en Alexandra (1983). Hij overleed in 2009, op 62-jarige leeftijd, aan slokdarmkanker.

## Filmografie

### Films
- Tunnel Vision (1976)
- Welcome to L.A. (1976)
- Semi-Tough (1977)
- The Entity (1981)
- Silent Rage (1982)
- Best Friends (1982)
- Lovesick (1983)
- Silkwood (1983)
- Romancing the Stone (1984)
- The Goodbye People (1984)
- Garbo Talks (1984)
- Oh, God! You Devil (1984)
- Eat and Run (1986)
- Enemies, A Love Story (1989)
- Blue Steel (1990)
- Reversal of Fortune (1990)
- The Good Policeman (1991)
- Married to It (1991)
- Live Wire (1992)
- Mr. Saturday Night (1992)
- Timecop (1994)
- Deadly Outbreak (1995)
- The Arrival (1996)
- Girl 6 (1996)
- Danger Zone (1996)
- The White Raven (1998)
- Black and White (1999)
- Festival in Cannes (2001)
- Ali (2001)
- Exposure (2001)
- The Wisher (2002)
- Red Mercury (2005)
- Find Me Guilty (2006)
- The Ten (2007)
- A Secret Promise (2009)